# 연근정과
연근정과(蓮根正果)는 연근을 얇게 썰어 물엿과 설탕물에 조린 한국 전통향토음식이다.

## 요리법
껍질 벗긴 연근을 0.7cm 두께로 둥글게 썬 다음 연근이 잠길 정도로 물을 붓고 설탕과 소금을 넣어 끓인다. 센불로 끓인 뒤 끓기 시작하면 약불로 줄이고 서서히 졸인다. 반쯤 줄어들면 물엿을 넣고 투명해질 때까지 졸인다. 산림경제, 고사신서, 고사십이집, 임원십육지에는 연근정과의 별법으로 '숙관우'가 소개되었었다. 산림경제, 고사신서, 고사십이집, 임원십육지에는 백매가 함께 사용되었으며 감미재료는 꿀을 주로 사용되었다. 숙관우를 만들 때 사향과 밀가루 혹은 녹말이 사용되었고 음식법에는 생강이 사용되었으며 연근정과의 빛은 검붉어야 좋기 때문에 "천천히 만화로 조리라"고 기록 되어있다.

## 같이 보기
- 한국 요리
- 정과